# Španělská gramatika
Tento článek popisuje některá základní pravidla gramatiky španělštiny.

## Podstatná jména
Podstatná jména ve španělštině jsou pouze rodu mužského (masculino) a ženského (femenino). Neexistují podstatná jména rodu středního (neutro). Typickou koncovkou podstatných jmen rodu mužského ve španělštině je -o. Ale i přesto jsou některá podstatná jména ženského rodu také zakončena na písmeno -o (la mano – ruka, la foto – fotka aj.). Typickou koncovkou pro ženský rod je -a nebo -ión. Ale i některá podstatná jména ženského rodu zakončená na -ma nebo -ión jsou rodu mužského (el tema – téma, el avión – letadlo). Podstatná jména rodu ženského jsou vždy slova končící na -dad, -ted, -tud, -umbre, -ción nebo -sión.

### Rody podle významu
Masculina (mužský rod): bývají to mužské bytosti (el padre – otec), řeky (el Ebro), moře (el Mediterráneo – Středozemní moře), hory (el Mulhácen), světové strany (el norte – sever), dny (el lunes – pondělí), měsíce (el mayo – květen), ovocné stromy (el pelar – hrušeň) a zpodstatnělé infinitivy (el saber – vědění).
Feninina (ženský rod): bývají to ženské bytosti (la madre – matka), plody (la pera – hruška) a písmena (la ene – N).

### Členy podstatných jmen

#### Člen určitý
| Rod            | mužský | ženský | střední |
| Jednotné číslo | el     | la     | lo      |
| Množné číslo   | los    | las    | –       |

#### Člen neurčitý
| Rod            | mužský | ženský | střední |
| Jednotné číslo | un     | una    | –       |
| Množné číslo   | unos   | unas   | –       |

## Přídavná jména
Přídavná jména ve španělštině se shodují s podstatnými jmény, k nimiž se vztahují, v rodě a čísle. Přídavná jména mužského rodu zakončená na -o mají v ženském rodě koncovku -a (alto – alta / vysoký – vysoká), tudíž je postup ve španělštině velmi podobný, jako v češtině. Tento postup je stejný i u národností (español – española / Španěl – Španělka).

### Množné číslo
Je obvykle tvořeno koncovkou -es (mužský rod) nebo -as (ženský rod) – los ojos azules – modré oči; las casas altas – vysoké domy.

### Stupňování
| pozitiv    | largo        | dlouhý   |
| komparativ | más largo    | delší    |
| superlativ | el más largo | nejdelší |

Komparativ (comparativo) se tvoří pomocí más nebo menos. Superlativ (superlativo) se tvoří z komparativu připojením členu nebo zájmena (la más alta – nejvyšší).

## Zájmena

### Osobní
|        | Jednotné číslo  | Jednotné číslo | Množné číslo          | Množné číslo  |
| ------ | --------------- | -------------- | --------------------- | ------------- |
| 1. os. | yo              | já             | nosotros, nosotras    | my            |
| 2. os. | tú              | ty             | vosotros, vosotras    | vy            |
| 3. os. | el, ella, usted | on, ona, vy    | ellos, ellas, ustedes | oni, ony, ona |

### Zvratná
|        | Jednotné číslo | Jednotné číslo | Množné číslo | Množné číslo |
| ------ | -------------- | -------------- | ------------ | ------------ |
| 1. os. | me lavo        | myji se        | nos lavamos  | myjeme se    |
| 2. os. | te lavas       | myješ se       | os laváis    | myjete se    |
| 3. os. | se lava        | myje se        | se lavan     | myjí se      |

### Přivlastňovací – přízvučná

#### Jednotné číslo
- Mío/mía – můj, moje
- tuyo, tuya – tvůj, tvá
- suyo/suya – jeho, její, Váš
- nuestro, nuestra – náš, naše
- vuestro, vuestra – váš, vaše
- suyo, suya – jejich, Váš, vaše

#### Množné číslo
- Míos, mías – moji, moje
- tuyos/tuyas – tvoji, tvoje
- suyos/suyas – jeho, její, Vaše
- nuestros/nuestras – naši, naše
- vuestros/vuestras – vaši, vaše
- suyos/suyas – jejich, Vaši, Vaše

### Přivlastňovací – nepřízvučná

#### Jednotné číslo
- Mi – můj, má
- tu – tvůj, tvá
- su – jeho, její
- nuestro – náš
- nuestra – naše
- vuestro – váš
- vuestra – vaše
- su – jejich, Vás, Vaše

#### Množné číslo
- Mis – moji, moje
- tus – tvoji, tvoje
- sus – jeho, její, Vaši, Vaše
- nuestros – naši
- nuestras – naše
- vuestros – vaši
- vuestras – vaše
- sus – jejich, Vaši, Vaše

### Ukazovací
|              | mužský rod | ženský rod | střední rod |
| tento/tenta  | este       | esta       | esto        |
| ten/ta       | ese        | esa        | eso         |
| onen, tamten | aquel      | aquella    | aquello     |

### Vztažná
QUE – který, jenž. Vztahuje se na osoby i věci.
QUIEN, QUIENES – kdo, který jenž. Vztahuje se pouze na osoby.
EL QUE, LA QUE, LOS QUE, LAS QUE, EL CUAL, LA CUAL, LOS CUALES, LAS CUALES – který, jenž. Užívá se hlavně po předložkách.
LO QUE – to, co, což. Vztahuje se k celé větě.
CUANTO, CUANTA, CUANTOS, CUANTAS – kolikerý, kolik, vše, co. Řídí se podstatným jménem, k němuž se vztahuje.
CUYO, CUYA, CUYOS, CUYAS – jehož, jejíž, jejichž. Řídí se podstatným jménem, které po něm následuje.

### Tázací
|        | mužský rod | ženský rod | střední rod |
| ------ | ---------- | ---------- | ----------- |
| kdo?   | ¿quién?    | ¿quién?    | –           |
| co?    | ¿qué?      | ¿qué?      | ¿qué?       |
| který? | ¿cuál?     | ¿cuál?     | –           |
| kolik? | ¿cuánto?   | ¿cuánta?   | ¿cuánto?    |

### Neurčitá
ALGO – něco, cosi
ALGUIEN – někdo, kdosi
ALGUNO, ALGUNA, ALGUNOS, ALGUNAS – některý, nějaký
CADA CUAL, CADA UNO, CADA UNA – každý, každá. Vztahuje se především na osoby.
CADA – každý, každá
CIERTO, CIERTA, CIERTOS, CIERTAS – jistý, jakýsi
CUALQUIER, QUALESQUIERA – kterýkoli, jakýkoli, kdokoli
QUIENQUIERA – kdokoli
DEMÁS – ostatní
OTRO, OTRA, OTROS, OTRAS – jiný, jiná, jiní, další
TODO, TODA, TODOS, TODAS – všechen, všechna, všichni, všechny, každý
VARIOS, VARIAS – někteří, některé, několik

### Záporná
NINGUNO, NINGUNA, NINGUNOS, NINGUNAS – žádný, nikdo
NADIE – nikdo
NADA – nic

## Číslovky
| Základní          | Základní        | Základní  |
| ----------------- | --------------- | --------- |
| cero              | nula            | 0         |
| uno/una           | jedna           | 1         |
| dos               | dva             | 2         |
| tres              | tři             | 3         |
| cuatro            | čtyři           | 4         |
| cinco             | pět             | 5         |
| seis              | šest            | 6         |
| siete             | sedm            | 7         |
| ocho              | osm             | 8         |
| nueve             | devět           | 9         |
| diez              | deset           | 10        |
| once              | jedenáct        | 11        |
| doce              | dvanáct         | 12        |
| trece             | třináct         | 13        |
| catorce           | čtrnáct         | 14        |
| quince            | patnáct         | 15        |
| dieciséis         | šestnáct        | 16        |
| diecisiete        | sedmnáct        | 17        |
| dieciocho         | osmnáct         | 18        |
| diecinueve        | devatenáct      | 19        |
| veinte            | dvacet          | 20        |
| veintidós         | dvacet dva      | 22        |
| treinta           | třicet          | 30        |
| treinta y tres    | třicet tři      | 33        |
| cuarenta          | čtyřicet        | 40        |
| cuarenta y cuatro | čtyřicet čtyři  | 44        |
| cincuenta         | padesát         | 50        |
| cincuenta y cinco | padesát pět     | 55        |
| sesenta           | šedesát         | 60        |
| sesenta y seis    | šedesát šest    | 66        |
| setenta           | sedmdesát       | 70        |
| setenta y siete   | sedmdesát sedm  | 77        |
| ochenta           | osmdesát        | 80        |
| ochenta y ocho    | osmdesát osm    | 88        |
| noventa           | devadesát       | 90        |
| noventa y nueve   | devadesát devět | 99        |
| cien (ciento)     | sto             | 100       |
| ciento dos        | sto dva         | 102       |
| doscientos        | dvě stě         | 200       |
| quinientos        | pět set         | 500       |
| mil               | jeden tisíc     | 1 000     |
| mil tres          | jeden tisíc tři | 1 003     |
| cinco mil         | pět tisíc       | 5 000     |
| diez mil          | deset tisíc     | 10 000    |
| un millón         | jeden milión    | 1 000 000 |
| seis milliónes    | šest milionů    | 6 000 000 |

### Řadové
1° – primero
2° – segundo
3° – tercero
4° – cuarto
5° – quinto
6° – sexto
7° – séptimo
8° – octavo
9° – noveno
10° – décimo
20° – vigésimo
100° – centésimo
Číslovky řadové se ve španělštině používají méně často, než číslovky řadové v češtině. Například u staletí se převážně používají číslovky základní.

#### Desetinná čísla
Desetinná čísla se ve španělštině čtou jako sesenta y nueve coma noventa y dos (69,92).

## Slovesa

### Sloveso být
Ve španělštině jsou tři slovesa, která mají v češtině význam být.
- SER – popisuje vlastnost, původ, udává čas, vlastnictví a povolání. Sloveso SER je nepravidelné.
- ESTAR – popisuje přechodný stav, situaci, umístění, také udává čas a povolání. Sloveso ESTAR je také nepravidelné.
- HAY – pomocí toho slovesa se udává místo, poloha, nacházení se někde. Sloveso HAY se nečasuje. Má pouze jeden tvar.

### Pravidelná slovesa
Slovesa v infinitivu poznáme pomocí koncovek -ar, -er, nebo -ir. Slovesa podle koncovek se časují následovně
|                         | hablar (mluvit) -AR | beber (pít) -ER | subir (stoupat) -IR |
| ----------------------- | ------------------- | --------------- | ------------------- |
| 1. osoba (yo)           | hablo               | bebo            | subo                |
| 2. osoba (tú)           | hablas              | bebes           | subes               |
| 3. osoba (el, ella)     | habla               | bebe            | sube                |
| 1. osoba (nosotros)     | hablamos            | bebemos         | subimos             |
| 2. osoba (vosotros)     | habláis             | bebéis          | subís               |
| 3. osoba (ellos, ellas) | hablan              | beben           | suben               |

### Nepravidelná slovesa
Nepravidelná slovesa ve španělštině jsou řazena do skupin, ale existují i normální nepravidelná slovesa.
|                         | cerrar (zavřít) | perder (ztratit) | discernir (rozeznat) |
| ----------------------- | --------------- | ---------------- | -------------------- |
| 1. osoba (yo)           | cierro          | pierdo           | discierno            |
| 2. osoba (tú)           | cierraras       | pierdes          | disciernes           |
| 3. osoba (el, ella)     | cierra          | pierde           | discierne            |
| 1. osoba (nosotros)     | cerramos        | perdemos         | discernimos          |
| 2. osoba (vosotros)     | cerráis         | perdéis          | discernís            |
| 3. osoba (ellos, ellas) | cierran         | pierden          | disciernen           |

|                         | contar (počítat) | mover (hýbat) | dormir (spát) |
| ----------------------- | ---------------- | ------------- | ------------- |
| 1. osoba (yo)           | cuento           | muevo         | duermo        |
| 2. osoba (tú)           | cuentas          | mueves        | duermes       |
| 3. osoba (el, ella)     | cuenta           | mueve         | duerme        |
| 1. osoba (nosotros)     | contamos         | movemos       | dormimos      |
| 2. osoba (vosotros)     | contáis          | movéis        | dormís        |
| 3. osoba (ellos, ellas) | cuentan          | mueven        | duermen       |

|                         | jugar (hrát) |
| ----------------------- | ------------ |
| 1. osoba (yo)           | juego        |
| 2. osoba (tú)           | juegas       |
| 3. osoba (el, ella)     | juega        |
| 1. osoba (nosotros)     | jugamos      |
| 2. osoba (vosotros)     | jugáis       |
| 3. osoba (ellos, ellas) | juegan       |

|                         | pedir (žádat) |
| ----------------------- | ------------- |
| 1. osoba (yo)           | pido          |
| 2. osoba (tú)           | pides         |
| 3. osoba (el, ella)     | pide          |
| 1. osoba (nosotros)     | pedimos       |
| 2. osoba (vosotros)     | pedís         |
| 3. osoba (ellos, ellas) | piden         |

|                         | sentir (cítit) |
| ----------------------- | -------------- |
| 1. osoba (yo)           | siento         |
| 2. osoba (tú)           | sientes        |
| 3. osoba (el, ella)     | siente         |
| 1. osoba (nosotros)     | sentimos       |
| 2. osoba (vosotros)     | sentís         |
| 3. osoba (ellos, ellas) | sienten        |

|                         | dormir (spát) |
| ----------------------- | ------------- |
| 1. osoba (yo)           | duermo        |
| 2. osoba (tú)           | duermes       |
| 3. osoba (el, ella)     | duerme        |
| 1. osoba (nosotros)     | dormimos      |
| 2. osoba (vosotros)     | dormís        |
| 3. osoba (ellos, ellas) | duermen       |

|                         | conocer (poznat) | lucir (zářit) |
| ----------------------- | ---------------- | ------------- |
| 1. osoba (yo)           | conozco          | luzco         |
| 2. osoba (tú)           | conoces          | luces         |
| 3. osoba (el, ella)     | conoce           | luce          |
| 1. osoba (nosotros)     | conocemos        | lucimos       |
| 2. osoba (vosotros)     | conocéis         | lucís         |
| 3. osoba (ellos, ellas) | conocen          | lucen         |

|                         | conducir (řídit) |
| ----------------------- | ---------------- |
| 1. osoba (yo)           | conduzco         |
| 2. osoba (tú)           | conduces         |
| 3. osoba (el, ella)     | conduce          |
| 1. osoba (nosotros)     | conducimos       |
| 2. osoba (vosotros)     | conducís         |
| 3. osoba (ellos, ellas) | conducen         |

|                         | construir (postavit) |
| ----------------------- | -------------------- |
| 1. osoba (yo)           | construyo            |
| 2. osoba (tú)           | construyes           |
| 3. osoba (el, ella)     | construye            |
| 1. osoba (nosotros)     | construimos          |
| 2. osoba (vosotros)     | construís            |
| 3. osoba (ellos, ellas) | construyen           |

|                         | tener (mít) | poner (dát) |
| ----------------------- | ----------- | ----------- |
| 1. osoba (yo)           | tengo       | pongo       |
| 2. osoba (tú)           | tienes      | pones       |
| 3. osoba (el, ella)     | tiene       | pone        |
| 1. osoba (nosotros)     | tenemos     | ponemos     |
| 2. osoba (vosotros)     | tenéis      | ponéis      |
| 3. osoba (ellos, ellas) | tienen      | ponen       |

|                         | dar (dát) | estar (být) | ser (být | ir (jít) |
| ----------------------- | --------- | ----------- | -------- | -------- |
| 1. osoba (yo)           | doy       | estoy       | soy      | voy      |
| 2. osoba (tú)           | das       | estás       | eres     | vas      |
| 3. osoba (el, ella)     | da        | está        | es       | va       |
| 1. osoba (nosotros)     | damos     | estamos     | somos    | vamos    |
| 2. osoba (vosotros)     | dais      | estáis      | sois     | vais     |
| 3. osoba (ellos, ellas) | dan       | están       | son      | van      |

## Příslovce
Příslovce způsobu se tvoří pomocí koncovky mente k ženskému přídavnému jménu. Rápido (mužský rod) – rápida (ženský rod) – rápidamente (přidání mente). Nuevo – nueva – nuevamente.

### Stupňování
| pozitiv    | claramente        | jasně      |
| komparativ | más claramente    | jasněji    |
| superlativ | lo más claramente | nejjasněji |

#### Nepravidelnosti
| bien  | dobře  | mejor | lépe |
| mal   | špatně | peor  | hůře |
| mucho | mnoho  | más   | více |
| poco  | málo   | menos | méně |

## Předložky
| Španělsky                                 | Česky         | Příklad ve španělštině            | Přeložený příklad             |
| ----------------------------------------- | ------------- | --------------------------------- | ----------------------------- |
| a, hasta, hacia, para                     | do            | Sale a Praga.                     | Odjíždí do Prahy.             |
| de, desde                                 | z, od         | Viene desde lejos.                | Přichází z daleka.            |
| a, hacia                                  | k             | Hacia el oeste.                   | K západu.                     |
| en, a, de                                 | v             | A la derecha.                     | Vpravo.                       |
| de, sobre                                 | o             | Libro de la naturaleza.           | Kniha o přírodě.              |
| con                                       | s             | Con alegría                       | S radostí.                    |
| sin                                       | bez           | Los sin trabajo.                  | Bez práce.                    |
| para                                      | pro           | Es para ti.                       | To je pro tebe.               |
| durante                                   | během         | Durante el viaje.                 | Během cesty.                  |
| según                                     | podle         | Según el libro.                   | Podle knihy.                  |
| salvo, excepto                            | kromě, mimo   | Llegaron todos salvo Juan.        | Přišli všichni, kromě Juana.  |
| al lado de, junto a, cerca de, a, en, con | u             | Con ellos.                        | U nich.                       |
| hace + číslovka, antes, antes de          | před (časově) | Antes de la comida.               | Před jídlem.                  |
| ante, delante de                          | před (místně) | Delante de la casa hay un jardín. | Před domem je zahrada.        |
| dentro de                                 | za (časově)   | Dentro de cinco meses.            | Za pět měsíců.                |
| tras, detrás de                           | za (místně)   | Detrás de la casa.                | Za domem.                     |
| después de                                | po            | Después de la boda.               | Po svatbě.                    |
| alrededor de, en torno a, hacia           | kolem, okolo  | Alrededor de la casa.             | Kolem domu.                   |
| sobre, encima de, por encima de           | nad           | Sobre la mesa.                    | Nad stolem.                   |
| bajo, debajo de                           | pod           | Debajo de la mesa.                | Pod stolem.                   |
| a lo largo                                | podél         | Vamos a lo largo del río.         | Jdeme podél řeky.             |
| entre                                     | mezi          | Entre dos árboles.                | Mezi dvěma stromy.            |
| contra, a                                 | proti         | Contra la corriente.              | Proti proudu.                 |
| frente a, enfrente de                     | naproti       | Frente a vuestra coche.           | Naproti vašemu autu.          |
| incluso                                   | včetně        | Llegaron todos, incluso Juan.     | Přišli všichni, včetně Juana. |

## Spojky

### Souřadící (de coordinación)
- Y (v češtině a). Před slovy začínajícími na -i nebo -hi se mění v e (María y Juana ale María e Isabel).

- O (v češtině nebo). Před slovy začínajícími na -o nebo -ho se mění v u (dos o tres ale siete u ocho).
- Ni (v češtině ani). Tato spojka se nikterak nemění (Ni Pedro ni Juan - Ani Pedro, ani Juan).

### Podřadicí (de subordinación)
- QUE – že, aby
- PERO, MAS – ale
- POR QUE – protože
- COMO – jak, jelikož
- AUNQUE – ačkoli, i kdyby
- SI, BIEN QUE AUN CUANDO – jestliže, kdyby
- CUANDO – když (oznamovací způsob), až (spojovací způsob)
- SINO – nýbrž, leč
- A FIN DE QUE, PARA QUE – aby (spojovací způsob)
- A PESAR DE QUE – přestože
- DE MANERA QUE, DE MODO QUE – tak, že, tak, aby (spojovací způsob)
- HASTA QUE – dokud ne
- MIENTRAS QUE – zatímco, pokud
- SIN QUE – aniž (spojovací způsob)
- YA QUE – poněvadž, neboť

## Interpunkce
Ve španělštině je otázka uvozena obráceným otazníkem (¿) a zakončena běžným otazníkem (?), rozkaz je uvozen obráceným vykřičníkem (¡) a zakončen běžným vykřičníkem (!). Příklady: ¿Cómo estás? – Jak se máš?, ¡Rápido! – Rychle!
Španělština nevyužívá tak hojně čárek jako čeština. Čárky se před spojkami dělají jen výjimečně, nejčastěji před spojkou „pero“ (ale).

## Slovní zásoba

### Dny v týdnu (Los días de la semana)
1. Pondělí – lunes
2. Úterý – martes
3. Středa – miércoles
4. Čtvrtek – jueves
5. Pátek – viernes
6. Sobota – sábado
7. Neděle – domingo

### Měsíce (Meses)
1. Leden – enero
2. Únor – febrero
3. Březen – marzo
4. Duben – abril
5. Květen – mayo
6. Červen – junio
7. Červenec – julio
8. Srpen – agosto
9. Září – septiembre
10. Říjen – octubre
11. Listopad – noviembre
12. Prosinec – diciembre